# Serra del Masió
La Serra del Masió, en alguns mapes Serra del Masiot, és una serra del terme municipal de Tremp, del Pallars Jussà, dins de l'antic terme de Fígols de Tremp. Està situada a la part sud-oest del gran municipi de Tremp, i a la part central-occidental de l'antic terme al qual pertanyia.
La Serra del Masió discorre paral·lela pel sud a la carretera C-1311 de Montserbós en avall.